# Baeocrara japonica
Baeocrara japonica är en skalbaggsart som först beskrevs av Matthews 1884.  Baeocrara japonica ingår i släktet Baeocrara, och familjen fjädervingar. Arten är reproducerande i Sverige.